# Sangay Dorji (Politiker)
Sangay Dorji (bhutanisch སེང་གེ་རྡོ་རྗེ, geb. 1981) ist ein Politiker in Bhutan.
Er ist seit Mai 2018 Mitglied des Gyelyong Tshogde (Nationalrat). Am 20. Mai 2023 wurde er als Vorsitzender des Gyelong Tshogde gewählt.

## Ausbildung
Sangay Dorji hat einen Master in Educational Management Administration and Leadership vom Paro College of Education.